# Ioan Micu
Ioan Micu (n. secolul al XX-lea – d. secolul al XX-lea) a fost un pilot român de aviație, as al Aviației Române din cel de-al Doilea Război Mondial.
Locotenentul av. Ioan Micu a fost decorat cu Ordinul Virtutea Aeronautică de război cu spade, clasa Crucea de Aur (19 septembrie 1941) pentru că „în lupta aeriană dela Tighina a doborât un avion sovietic” și clasa Cavaler cu 1 baretă (4 noiembrie 1941) pentru că „este pilotul cu cea mai frumoasă activitate de războiu din Grupul 8 Vânătoare. Are 102 ieșiri pe front și 10 lupte aeriene, cu 8 avioane sovietice doborîte sigur. De două ori lovit de gloanțe și schije de avion. Are cinci atacuri la sol”.

## Decorații
- Ordinul „Virtutea Aeronautică” de război cu spade, clasa Crucea de aur (19 septembrie 1941)[1]
- Ordinul „Virtutea Aeronautică” de Război cu spade, clasa Cavaler cu 1 baretă (4 noiembrie 1941)[2]